# Másik élet
A Másik élet egy amerikai sci-fi dráma webes televízió sorozat, amelyet Aaron Martin készített és mutatta be a Netflixen 2019. július 25-én. 2019 októberében a Netflix meghosszabbította a sorozatot egy második évadra. Magyarországon a sorozat első évadja 2019. július 25-én jelent meg felirattal, majd 2019. augusztus 16-án magyar szinkronnal.

## Szereplők

### Főszereplők
| Színész          | Karakter                  | Magyar hang             |
| ---------------- | ------------------------- | ----------------------- |
| Katee Sackhoff   | Niko Breckinridge         | Szávai Viktória         |
| Selma Blair      | Harper Glass              | Balogh Anna             |
| Tyler Hoechlin   | Ian Yerxa                 | Simon Kornél            |
| Justin Chatwin   | Erik Wallace              | Görög László            |
| Samuel Anderson  | William                   | Horváth-Töreki Gergely  |
| Elizabeth Ludlow | Cas Isakovic              | Nagy Katica             |
| Blu Hunt         | August                    | Szabó Emília            |
| A.J. Rivera      | Bernie Martinez           | Minárovits Péter        |
| Alexander Eling  | Javier Almanzar           | Márkus Sándor           |
| Alex Ozerov      | Oliver Sokolov            | Baráth István           |
| Jake Abel        | Sasha Harrison            | Jakab Márk              |
| JayR Tinaco      | Zayn Petrossian           | Bercsényi Péter         |
| Jessica Camacho  | Michelle Vargas           | Mikecz Estilla          |
| Barbara Williams | General Blair Dubois      | Fehér Anna              |
| Greg Hovanessian | Beauchamp                 | Jéger Zsombor           |
| Lina Renna       | Jana Breckinridge-Wallace | Dolmány Bogdányi Korina |

## Epizódok
| #   | Cím                                                         | Rendező        | Író                               | Premier                              |
| --- | ----------------------------------------------------------- | -------------- | --------------------------------- | ------------------------------------ |
| 1.  | Az univerzumon át (Across the Universe)                     | Omar Madha     | Aaron Martin                      | 2019. július 25. 2019. augusztus 16. |
| 2.  | Az Árnyak völgyén keresztül (Through the Valley of Shadows) | Omar Madha     | Naledi Jackson                    | 2019. július 25. 2019. augusztus 16. |
| 3.  | Idegösszeomlás (Nervous Breakdown)                          | Metin Hüseyin  | Alex Levine                       | 2019. július 25. 2019. augusztus 16. |
| 4.  | Bűntudat (Guilt Trip)                                       | Metin Hüseyin  | Amanda Fahey                      | 2019. július 25. 2019. augusztus 16. |
| 5.  | Én így gondolom (A Mind of its Own)                         | Mairzee Almas  | Romeo Candido                     | 2019. július 25. 2019. augusztus 16. |
| 6.  | Talán már egyedül vagyunk (I Think We're Alone Now)         | Mairzee Almas  | Lauren Gosnell & Alejandro Alcoba | 2019. július 25. 2019. augusztus 16. |
| 7.  | Álomélet (Living the Dream)                                 | Allan Arkush   | Lucie Pagé                        | 2019. július 25. 2019. augusztus 16. |
| 8.  | Az elveszett fény (How the Light Gets Lost)                 | Sheree Folkson | Sean Reycraft                     | 2019. július 25. 2019. augusztus 16. |
| 9.  | Szív és lélek (Heart and Soul)                              | Sheree Folkson | Jackie May                        | 2019. július 25. 2019. augusztus 16. |
| 10. | Üdv! (Hello)                                                | Allan Arkush   | Aaron Martin                      | 2019. július 25. 2019. augusztus 16. |

## Gyártás

### Kidolgozás
2018. április 26-án bejelentették, hogy a Netflix megrendelte a tíz részes, egy évados sorozatot. A sorozatot Aaron Martin készítette, aki Noreen Halpern mellett vezető producer. 2019. június 19-én megerősítették, hogy a sorozat bemutatója 2019. július 25. 2019. október 29-én a Netflix meghosszabbította a sorozatot egy második évadra.

### Forgatás
Az első évad forgatása 2018. augusztus 20-án kezdődött Vancouverben és 2018. november 20-ig tartott.